# Silnice II/426
Silnice II/426 je česká silnice II. třídy na jihovýchodní Moravě, která vede z Medlovic přes Bzenec do Strážnice. Je dlouhá 19 km. Prochází dvěma okresy ve dvou krajích.

## Vedení silnice

### Zlínský kraj

#### Okres Uherské Hradiště
- Medlovice (křiž. II/422)
- Újezdec (křiž. III/4261)

### Jihomoravský kraj

#### Okres Hodonín
- Syrovín (křiž. III/4276)
- Těmice (křiž. III/4225, III/4951)
- Bzenec (křiž. I/54, III/4261a, peáž s I/54)
- Strážnice (křiž. I/55)

Do roku 1997 trasa silnice pokračovala v peáži s I/55 do Petrova a odtud do Sudoměřic na hraniční přechod na Slovensko; pak byl tento úsek přeložen na nový obchvat a přečíslován na I/70. Na Slovensku silnice dosud pokračuje pod číslem II/426 přes Skalicu do Holíče.